# Cum universi
Cum universi war eine am 13. März 1192 ausgestellte päpstliche Bulle, die die Eigenständigkeit der Kirche von Schottland bestätigte.

## Vorgeschichte
Im 12. Jahrhundert beanspruchten die englischen Erzbischöfe von York wiederholt die geistliche Oberhoheit über die schottischen Diözesen, von denen keine den Rang eines Erzbistums besaß. Nach dem 1174 vom schottischen König Wilhelm I. und dem englischen König Heinrich II. geschlossenen Vertrag von Falaise sollten die schottischen Bischöfe die Oberhoheit der Kirche von England anerkennen, wie es angeblich früher üblich gewesen war. Die Unterstellung unter die geistliche Oberhoheit der englischen Kirche sollte während eines Konzils erfolgen, doch der englische König hatte nicht festgelegt, ob der Erzbischof von York oder der Erzbischof von Canterbury die geistliche Oberhoheit erhalten sollte. Dies führte zu Spannungen zwischen den beiden Erzbischöfen. Vor allem konnten die Erzbischöfe von York und Canterbury aber keine frühere Oberhoheit über die schottischen Diözesen nachweisen. Erzbischof Roger von York bestand zwar auf seine Oberhoheit über die Diözesen Glasgow und Whithorn, doch am 30. April 1176 sicherte Papst Alexander III. Bischof Jocelin von Glasgow in einer Bulle zu, dass die Diözese Glasgow direkt der Kurie unterstellt sei. Die Schotten baten nun um die Entsendung eines päpstliche Legaten. Der von Papst Alexander III. daraufhin entsandte Kardinal Vivian erreichte im August 1176 Schottland. Erzbischof Roger versuchte nun, in Verhandlungen mit der Kurie seine Oberhoheit bestätigt zu bekommen, doch stattdessen erließ der Papst im August 1176 die Bulle Super anxietatibus. In dieser setzte er die Entscheidung über den Gehorsam der schottischen Bischöfe gegenüber dem Erzbischof von York und dem englischen König aus, bis die Kurie endgültig entschieden hatte. Damit begründete der Papst die Unabhängigkeit der schottischen Kirche. Die päpstliche Bulle war auch eine klare Einschränkung des Einflusses des englischen Königs auf die Kirche, da der König für den Mord an Erzbischof Becket und für den Erlass der Constitutions of Clarendon verantwortlich war.

## Die Bulle Cum universi
Als Erzbischof Geoffrey von York ab 1189 erneut versuchte, die schottischen Diözesen der Oberhoheit seiner Kirchenprovinz zu unterstellen, intervenierte vermutlich König Wilhelm I. beim Papst, worauf zu Beginn der 1190er Jahre die Bulle Cum universi ausgestellt wurde. Welcher Papst die Bulle ausstellte, war lange umstritten. Inzwischen ist geklärt, dass Papst Coelestin III. die Bulle im März 1192 erließ. In der Bulle wurde die schottische Kirche als filia specialis, als besondere Tochter, direkt den Päpsten unterstellt und damit keiner Kirchenprovinz zugeordnet. Zur schottischen Kirche gehörten die neun Diözesen St Andrews, Dunblane, Glasgow, Dunkeld, Brechin, Aberdeen, Moray, Ross und Caithness. Die Bischöfe der südwestschottischen Diözese Whithorn hatten sich bereits zuvor freiwillig der Oberhoheit von York unterstellt, diese Stellung behielt die Diözese bis 1355. Die Gebiete der Diözesen Orkney und Sodor standen unter norwegischer Oberhoheit, weshalb sie der Erzdiözese Trondheim unterstanden. Nach der Bulle durfte nur der Papst oder ein päpstlicher Legat in Schottland das Interdikt verhängen. Dabei durfte nur ein Schotte oder ein speziell von der Kurie nach Schottland gesandter Geistlicher als Legat in Schottland dienen. Englische Geistliche, die als päpstliche Legaten tätig waren, hatten dagegen keine Zuständigkeit für Schottland. Obwohl es mehrere Diözesen in ganz Europa gab, die direkt den Päpsten unterstellt waren, war nur Schottland als einzige Kirchenprovinz den Päpsten unterstellt. Als Folge davon mussten die von ihren Kathedralkapitel gewählten schottischen Bischöfe nicht nur die Zustimmung der Krone einholen, sondern auch zum Papsthof reisen, wo der Papst ihre Wahl bestätigen musste und wo sie auch zu Bischöfen geweiht wurden. Alternativ konnte der Papst drei lokale Prüfer ernennen. Diese waren in der Regel drei Bischöfe, die in Schottland die Rechtmäßigkeit der Wahl und die Eignung des Kandidaten überprüfen und letztlich die Weihe vornehmen sollten.

## Folgen
Aufgrund der besonderen Stellung der Kirche in Schottland konnten die schottischen Könige dies ausnutzen und die Politik der Kirche zu beeinflussen. Während des Ersten Kriegs der Barone kämpfte der schottische König Alexander II. ab 1215 auf der Seite der Barone gegen den englischen König Johann Ohneland. Dieser wurden von den Päpsten unterstützt, weshalb der päpstliche Legat Guala Bicchieri im November 1216 das Interdikt über Schottland verhängte. Nachdem der schottische König im Dezember 1217 Frieden geschlossen hatte, mussten die schottischen Bischöfe vor dem Legaten in York Buße tun. Bischof William Malveisin von St Andrews, der nach dem Vierten Laterankonzil 1215 in Rom bei der Kurie geblieben war, erreichte aber, dass Papst Honorius III. 1218 die Bulle Cum Universi erneuerte. Der Bischof begann vermutlich auch die Verhandlungen, die 1225 zum Erlass der Bulle Quidam Vestrum führten. Diese erlaubte der schottischen Kirche die Selbstverwaltung durch ein nationales Provinzialkonzil der neun schottischen Bischöfe. Anschließend sollten die Bischöfe die Beschlüsse des Konzils in ihren Diözesen umsetzen. Allerdings war dieses Konzil nur unklar beschrieben, so dass es häufig zu Fragen über die Zuständigkeiten kam.